# Janna Siukayeva
Janna Siukayeva (7 de diciembre de 1977) es una deportista azerbaiyana que compitió en esgrima, especialista en la modalidad de sable.
Ganó dos medallas de bronce en el Campeonato Mundial de Esgrima, en los años 2002 y 2003, y dos medallas de bronce en el Campeonato Europeo de Esgrima, en los años 2002 y 2003.

## Palmarés internacional
| Campeonato Mundial | Campeonato Mundial | Campeonato Mundial | Campeonato Mundial |
| Año                | Lugar              | Medalla            | Prueba             |
| ------------------ | ------------------ | ------------------ | ------------------ |
| 2002               | Lisboa (Portugal)  | Medalla de bronce  | Sable por equipos  |
| 2003               | La Habana (Cuba)   | Medalla de bronce  | Sable por equipos  |
| Campeonato Europeo |                    |                    |                    |
| Año                | Lugar              | Medalla            | Prueba             |
| 2002               | Moscú (Rusia)      | Medalla de bronce  | Sable por equipos  |
| 2003               | Bourges (Francia)  | Medalla de bronce  | Sable por equipos  |